# 北非气候周期
北非气候周期有其独特的历史，可以追溯到数百万年前。撒哈拉沙漠的周期性气候模式的特点是北非季风强度的显著变化：季风最强时，撒哈拉地区降水将增加，植被也随之增加，是所谓“绿色撒哈拉”；季风较弱时，降水量、植被减少，这一阶段叫做“沙漠撒哈拉”。
最简单地说，撒哈拉地区气候变化可归因于地球轨道参数变化导致的太阳辐照度变化。参数如米兰科维奇循环理论关注的岁差、转轴倾角、轨道离心率等，其中对北非气候周期影响最显著的是岁差。
MIT于2019年1月发表于《科学进步》的一篇论文显示，每约2万年就会完成一次湿润到干燥的周期。

## 轨道季风假说

### 提出
19世纪末，Rudolf Spitaler提出地球轨道参数变化引发太阳辐照量变化，是全球季风模式强度长期变化的控制因素，后来气象学家ohn Kutzbach于1981年正式提出并验证了这一假说。如今，Kutzbach的观点已得到了广泛接受，一般认为是季风长周期的根本驱动力。Kutzbach从未正式命名过这假说，本文如Ruddiman (2001)称之为“轨道季风假说”。

### 太阳辐照量
太阳辐照量衡量一段时间内一定面积接收到的太阳辐射量，是轨道季风家会所背后的基本因素。由于热容量的变化，日照最强的夏季大陆比海洋升温快，而冬季则大陆降温快。这样，由海陆温度差异便产生了风，就是季风。冬季一般更干燥，所以夏季辐照量对气候更重要。因此，季风气候的动植物相取决于夏季降雨量。在十万年的尺度上，太阳辐照量会根据轨道参数发生非常复杂的周期变化，造成全球季风强度的消长。大量地址证据表明，北非季风特别容易受到辐照量周期影响，但“两种撒哈拉”的来回突然转变不能完全由辐照量周期解释。

### 进动
进动可分为两部分：一部分由地球自转轴的摆动造成，即岁差；另一部分是拱线进动。两者结合后，就形成强的2.3万年周期与弱的1.9万年周期的进动。
研究发现，北非季风强度变化与强2.3万年周期密切相关。进动会影响半球接收的辐照量，北半球辐照量将在近日点面向太阳时达到最大。根据轨道季风假说，辐照量的最大值会增加北半球季风的强度。

### 倾角
转轴倾角是指地轴与轨道平面所成的角度。目前转轴倾角约为23.5°，但由于地球质量分布不均，以及与太阳、月球、其他行星之间的引力作用，转轴倾角会变化，以4.1万年为周期在22.2°和24.5°之间变化。
东地中海岩芯的风蚀沉积中发现了转轴倾角对北非季风强度影响的证据，需要复杂的反馈机制来解释，因为倾角对辐照的最大影响出现在较高纬度地区。有两种可能：其一，倾角较大时，南极到赤道之间的温度梯度在北半球夏季较大，使得北非季风增强；第二种理论指出倾角与热带的纬度范围有关。热带的纬度范围大致由热赤道的最大漂移路径确定，位于北回归线与南回归线之间；而倾角变化时，热赤道的总体漂移路径将在22.2°与24.5°之间移动，可能影响北非夏季季风前线的位置，也就影响了季风的总体强度。全球大气-海洋-海冰完全耦合气象模型进一步证实了纬度对北非季风的影响，进动和倾角变化可通过辐照量反馈共同增加北非的降水量。

### 离心率
轨道离心率是地球轨道偏离圆的程度。完美的圆的离心率为0，抛物线则是1。地球有两个离心率周期，分别为10万年和40万年。地球离心率在0.005到0.0607之间变化，如今地球轨道离心率约为0.0167。虽然离心率数值确实会影响地日距离，但对辐照量的主要影响来自对回归周期的调节。例如，轨道离心率较大时，夏季将更热，冬季将更冷，年日照梯度更大。
与倾角一样，离心率也不是影响北非季风的主要驱动因素，而会调节进动造成的辐照量振幅。东地中海风蚀沉积中，可以发现离心率对进动确实存在调节：赤铁矿通量较低与较高的时期分别对应于10万年和40万年的离心率周期。这表明，离心率与进动的周期重合时，北非季风前线向北推进得更多。全球大气-海洋-海冰完全耦合气象模型也显示了离心率对进动周期的调节作用。

### 滞后
轨道季风假说的一个关键问题是，对气候记录的详细研究表明，观测到的北非季风最大值比预测的最大值滞后了约1到2千年。类比现代气候，太阳辐射峰值大约出现在6月21日（夏至），但夏季季风的峰值出现在1个月后的7月；季风最大值的一个月滞后期应大致滞后1500至2000年，因为在1.9至2.3万年的前向周期中，7月的日照最大值大约出现在6月的日照最大值之后1500至2000年。还有两种解释：其一，亚热带季风的发展受极地冰盖缓慢融化的影响，因此在极地冰盖萎缩、对季风几乎不再影响之前，不能观察到季风的全部强度；其二，冰川遗留的较冷海水是更弱的水汽来源，可能会拖慢全球季风的发展。

## 支持证据

### 腐殖泥
腐殖泥是富含深色有机物的海洋沉积物，按重量计有机碳含量超过2%。东地中海腐殖泥层的年代与进动周期中日照最强的时期一致，可以这样解释：日照充足时北非季风增强、向北推进，导致尼罗河中上游降下大雨，大量富含营养物的淡水排入东地中海，造成陡峭的垂直盐度梯度。因此温盐环流被切断，海水变得稳定分层。东地中海的底水很快就会缺氧，而从表层水涌入的有机物便以腐殖泥保留下来。将腐殖泥与尼罗河流量相联系的关键证据之一是，腐殖泥在间冰期与冰期都出现了，因此一定是与尼罗河有关，而非消融的冰川融水。

### 古湖泊
地质记录中可以发现和解释撒哈拉的古湖。它们在进动接近日照最大值时充满，接近日照最小值时干涸。最大的古湖是大乍得湖（Lake Megachad），鼎盛时期深173m，面积约40万km2。如今，它的遗迹形成了乍得湖，最大水深11m，面积仅1,350 km2。古湖岸线卫星影像显示，乍得湖流域曾有两种风向，一种是东北风（与今日一致，是弱季风特点），一种是西南风（具有强季风特征）。

### 淡水硅藻
研究发现，热带大西洋的岩芯中有明显的淡水硅藻Aulacoseira granulata沉积，以2.3万年为周期出现，滞后于进动日照最大期约5到6千年。在日照最大期前后，北非季风最强，撒哈拉地区被大型季风湖占据；之后日照逐渐减少，季风减弱，湖泊消亡，含有淡水硅藻的沉积物暴露出来。冬季盛行的东北风到来时，湖床上的沉积物便像尘埃一样被卷起，并被带到上千公里外的热带大西洋中。因此这一滞后也显然了：北非季风必须要足够弱，季风湖才能干涸，使硅藻沉积物出露。从物种鉴定可见，非洲西海岸一些岩芯显示出淡水湖泊与合流硅藻物种的混合，因此要使岩芯准确代表撒哈拉硅藻周期，就要从离岸足够远的热带大西洋中采集岩芯，才能最大限度减少河流影响。

### 大西洋东赤道上升流
观测到的大西洋东赤道上升流区强度变化也能支持北非季风周期，受进动调节。北非辐照达到峰值时，大西洋赤道海区商空的东信风会向撒哈拉地区强烈偏转，削弱了上升流区，导致远洋带海温升高；另一端，北非辐照达到谷值时，东信风偏转相对更弱，因此上升流区仍很强，远洋带水温较低。上升流周期性消长的模式可见于海洋沉积物岩芯的浮游生物沉积，暖水与冷水浮游生物的相对丰度以2.3万年的周期变化，与辐照周期吻合。

## 非洲湿润期

### 气候学
非洲湿润期在距今1万4800至5500年前，是最后一次“绿色撒哈拉”。非洲湿润期撒哈拉地区的条件由强烈的北非季风主导，年降水量远比今日大。那时北非的植物相与今日完全不同，例如撒哈拉地区的大部分都是草原，而今日撒哈拉地区主要是沙漠。非洲湿润期的另一特点是撒哈拉的巨大水道网，由大型湖泊、河流与三角洲组成。4个最大的湖泊是大乍得湖、大费赞湖、Ahnet-Mouydir湖和Chotts湖。大河有塞内加尔河、尼罗河、Sahabi河和Kufra河。河湖系统为人类等很多种动物提供了穿越撒哈拉的通道。

### 开始与结束
非洲湿润期始终之时的地质证据表明，开始和结束都很突然，可能发生在几十年到几百年的时间尺度上。非洲湿润期的开始与结束都发生在太阳辐照比现在高出约4.2%时，不过日照辐照过于渐进，不可能单独导致气候突变。因此提出了几种非线性反馈机制，如植被-大气相互作用。植被-大气相互作用模型显示，它们能模拟“两种撒哈拉”之间的快速过渡，因此可能存在一个植被-日照阈值，达到阈值就会从“绿色撒哈拉”迅速切换到“沙漠撒哈拉”，反之亦然。